# تلو سيغوليلا
تلو سيغوليلا (بالإنجليزية: Tlou Segolela)‏ (1 مارس 1988 ببولوكوان في جنوب أفريقيا - ) هو لاعب كرة قدم جنوب أفريقي في مركز الوسط. شارك مع منتخب جنوب أفريقيا لكرة القدم. أما مع النوادي، فقد لعب مع أورلاندو بيراتس ونادي بلومفونتين سيلتيك.

## وصلات خارجية
- تلو سيغوليلا على موقع قاعدة بيانات كرة القدم.إي يو (الإنجليزية)
- تلو سيغوليلا على موقع ناشيونال فوتبول تيمز (الإنجليزية)